# Lopeník
Lopeník (en allemand : Lopenik) est une commune du district d'Uherské Hradiště, dans la région de Zlín, en République tchèque. Sa population s'élevait à 229 habitants en 2020.

## Géographie
Lopeník se trouve près de la frontière avec la Slovaquie, à 25 km au sud-ouest d'Uherské Hradiště, à 25 km au sud-sud-est de Zlín, à 91 km à l'est-sud-est de Brno et à 273 km au sud-est de Prague.
La commune est limitée par Bystřice pod Lopeníkem et Komňa au nord, par Vápenice et Vyškovec à l'est, par la Slovaquie au sud, et par Březová et Bánov à l'ouest.

## Histoire
Lopeník a été créé en 1791. Les habitants du village vivaient de l'élevage du bétail et du travail du bois comme la fabrication d'outils et d'objets d'art en bois. Certains durent émigrer. Le développement touristique de la région a commencé au XXe siècle.